# 拜图拉清真寺
拜图拉清真寺，又名“大礼拜寺”，位于新疆维吾尔自治区伊犁哈萨克自治州伊宁市解放南路45号，是伊宁市现存最早的清真寺。

## 历史
拜图拉清真寺是清朝朝廷直接拨款在伊犁兴建的首座伊斯兰教清真寺。清朝重新统一新疆后，朝廷拨银1万两，命伊犁阿奇木伯克鄂罗木札布在宁远城为伊斯兰教信众兴建了这座清真寺。鄂罗木札布利用上述拨款及自己的职权，又从各个“回屯”征收粮食、田赋、财物，摊派劳力，还聘内地工匠前来参与修建。据传说，该清真寺于清朝乾隆三十八年（1773年）建成。旧时，该清真寺与伊宁陕西大寺、塔塔尔大寺号称伊犁三大清真寺。
同治四年（1865年）左右，该寺曾扩建。20世纪初，再度扩建。盛世才执政时期，还设有卡孜委员会。1940年代三区革命时期，东突共和国临时政府的宗教厅也设在该寺。
1965年，拜图拉清真寺由政府拨款维修，可容150人同时做礼拜。1983年，政府拨专款维修该寺，列为新疆维吾尔自治区文物保护单位。
1995年成为危房后，经伊犁地区行署批示，伊宁市人民政府批准，拜图拉清真寺拆除后原址重建，2003年10月完工。该工程总投资950万元人民币。2005年6月，拜图拉清真寺被定为伊宁市重点旅游景点。

## 建筑
1995年改建之前，拜图拉清真寺由宣礼塔、礼拜殿、讲经堂组成。
- 宣礼塔
- 礼拜殿：占地面积大约1000平方米，分为外层、中层、内层，可容纳700人到800人同时做礼拜。中殿为510平方米的大厅，内有40根立柱支撑房顶，200多幅花卉图案绘画。两侧的墙角各有一对通门，左右两侧有8对窗户。礼拜殿外面，有18根立柱组成檐廊，檐廊有上百种木刻雕花。
- 讲经堂：礼拜殿左侧穿过一片空地，就是讲经堂。讲经堂有50多间房，在此学习经文的塔力甫有200多人。[1]

2003年改建完工后，宣礼塔保留原状，其他建筑被全部拆除，重建为一座具有新疆伊斯兰建筑风格的大楼。建成之后，该清真寺总面积6950平方米，建筑面积5223平方米，包括地下室在内共有四层，其中地下室与一层是商业区，二层与三层是做礼拜用的大殿，大殿内可容纳3000人到5000人同时做礼拜。